# Fissidens hookerioides
Fissidens hookerioides là một loài Rêu trong họ Fissidentaceae. Loài này được Bizot & Onr. mô tả khoa học đầu tiên năm 1976.